# 竜鳳区
竜鳳区（りゅうほう-く）は、中華人民共和国黒竜江省大慶市東部に位置する市轄区。石油化学工業の発展した工業地域である。

## 行政区画
7街道、1鎮を管轄：
- 街道：竜鳳街道、興化街道、臥里屯街道、東光街道、三永街道、竜政街道、黎明街道
- 鎮：竜鳳鎮

## 教育

### 大学
- 東北石油大学（中国語版）
- ハルピン医科大学大慶校区（中国語版）
- 黒竜江八一農墾大学（中国語版）

## 交通

### 鉄道
- 中国鉄路総公司
  - 中国鉄路ハルビン局集団公司
    - 哈斉旅客専用線（ハルビン方面）- 大慶東駅 -（チチハル方面）
    - 浜洲線（ハルビン方面）- 臥里屯駅 - 大慶東駅 -（満洲里方面）

### 道路
- 高速道路
  - 綏満高速道路
  - 大広高速道路
- 国道
  -  G301国道

## 健康・医療・衛生
- 大慶市第五人民医院
- 竜鳳区医院

## 名所・旧跡・観光スポット
- 大慶博物館（中国語版）（中国国家一級博物館）